# Вулиця Горбанчука (Хмельницький)
Вулиця Горбанчука — вулиця у місті Хмельницькому у масиві Ракове-2.

## Історія
Вулиця Горбанчука виникла у 1991 році у масиві Ракове-2. Свою назву вона отримала на честь заслуженого лікаря України Юхима Онуфрійовича Горбанчука. В 1966 році він отримав звання почесного громадянина Хмельницького. Юхим Горбанчук народився у 1895 році, в 1927 завершив навчання у Київському університеті. Працював хірургом у Старосинявській та Проскурівських лікарнях. Починаючи з 1945 року був головним лікарем обласної лікарні у Проскурові.